# روب مور (لاعب كرة قدم أمريكية)
روب مور (بالإنجليزية: Rob Moore)‏ هو لاعب كرة قدم أمريكية أمريكي، ولد في 27 سبتمبر 1968 في قرية همبستيد في الولايات المتحدة.

## وصلات خارجية
- روب مور على موقع مرجع كرة القدم المحترفة.كوم (الإنجليزية)
- روب مور على موقع كلية كرة القدم في سبورتس رفرنس.كوم (الإنجليزية)